# 埃基巴斯圖茲
51°40′N 75°22′E / 51.667°N 75.367°E

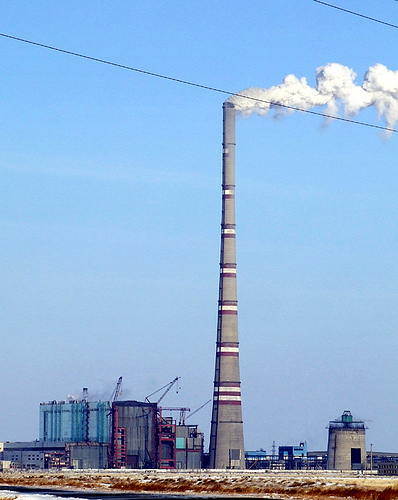
埃基巴斯圖茲GRES-2發電站的煙囪是世界最高的煙囪

埃基巴斯圖茲 （羅馬化：Ekıbastūz）是位於哈薩克斯坦巴甫洛達爾州的一座城市，位於額爾齊斯-加拉干達運河畔。人口約127,200人 （1999年）。
19世紀發現了煤礦，當年以兩座鹽山作為識別，就成了後來城市的名稱 （埃基巴斯圖茲在哈薩克語是「兩堆鹽」的意思）。1899年建村。十月革命和兩次世界大戰令當地被荒廢，直到1948年才把城市規劃起來。
1954年運出第一批煤炭。1957年7月12日設市。